# Ерлангенски университет
Университетът Ерланген-Нюрнберг (или Ерлангенски университет, Университет „Фридрих-Александър“ в Ерланген и Нюрнберг, на немски: Friedrich-Alexander-Universität Erlangen-Nürnberg, FAU) е третият по големина държавен университет в Бавария и десети в Германия.
През учебната 2020/2021 г. във FAU се обучават близо 40 000 студенти от Германия и целия свят (над 5000 от тях са чужденци).
Университетът е основан от херцог Фридрих Бранденбург-Байройтски през 1742 г. в Байройт, а през 1743 г. е преместен в Ерланген. Много за университета допринася маркграф Карл Александър.
Възпитаници на този университет са физиците Георг Ом и Ханс Гайгер, нобеловият лауреат Едуард Бухнер, Юстус фон Либих, философът Ханс Райхенбах и други световноизвестни учени.